# Kim Do-heon
Kim Do-heon (en coreano: 김두현) (Dongducheon, Corea del Sur, 14 de julio de 1982) es un exfutbolista surcoreano que jugaba en la posición de centrocampista.

## Clubes
| Club                                        | País           | Año       |
| ------------------------------------------- | -------------- | --------- |
| Suwon Samsung Bluewings Football Club       | Corea del Sur  | 2001-2005 |
| Seongnam Football Club                      | Corea del Sur  | 2005-2008 |
| West Bromwich Albion Football Club (cedido) | Inglaterra     | 2008      |
| West Bromwich Albion Football Club          | Inglaterra     | 2008-2009 |
| Suwon Samsung Bluewings Football Club       | Corea del Sur  | 2009-2014 |
| Ansan Mugunghwa FC                          | Corea del Sur  | 2011-2012 |
| Seongnam Football Club                      | Corea del Sur  | 2015-2017 |
| Negeri Sembilan FA                          | Malasia        | 2018      |
| Indy Eleven                                 | Estados Unidos | 2019      |